# Ulis Williams
Ulis C. Williams (Hollandale, 24 de outubro de 1941) é um ex-atleta e campeão olímpico norte-americano especialista nos 400 metros rasos.
Nomeado Atleta do Ano das Escolas Secundárias em 1962 pela revista especializada Track and Field News, em Tóquio 1964 Williams foi quinto colocado nos 400 m e ganhou a medalha de ouro no 4x400 m junto com Michael Larrabee, Ollan Cassell e Henry Carr, com um novo recorde mundial de 3:00.7.